# The Cannonball Adderley Quintet in San Francisco
The Cannonball Adderley Quintet in San Francisco è il primo album live di Julian Cannonball Adderley pubblicato nel 1959 dalla Riverside Records.

## Descrizione
Le registrazioni dal vivo furono effettuate il 18 e 20 ottobre del 1959 al "The Jazz Workshop" di San Francisco in California (Stati Uniti). In successive pubblicazioni sono stati aggiunti alcuni brani dello stesso concerto, come ad esempio nel CD pubblicato dalla stessa Riverside Records, nel 2007, rimasterizzato con tecnologia in 20-bit Super Coding System.

## Tracce
Lato A
1. A Few Words by Cannonball... and This Here – 12:27 (Bobby Timmons)
2. Spontaneous Combustion – 11:52 (Julian Cannonball Adderley)

Durata totale: 24:19
Lato B
1. Hi-Fly – 11:07 (Randy Weston)
2. You Got It! – 5:05 (Julian Cannonball Adderley)
3. Bohemia After Dark (a.k.a. Birdland After Dark) – 8:03 (Oscar Pettiford)

Durata totale: 24:15
Brani bonus (CD del 2007)
1. Straight, No Chaser – 11:43 (Thelonious Monk)
2. There Here – 11:30 (Bobby Timmons) – Alternate take - precedentemente inedito
3. You Got It! – 6:11 (Julian Cannonball Adderley) – Alternate take - precedentemente inedito

## Musicisti
Cannonball Adderley Quintet
- Julian Cannonball Adderley - sassofono alto
- Nat Adderley - cornetta
- Bobby Timmons - pianoforte
- Sam Jones - contrabbasso
- Louis Hayes - batteria